# Csatkai Endre
Csatkai Endre (Darufalva, 1896. augusztus 13. – Sopron, 1970. március 12.) Kossuth-díjas  művészettörténész, író, zenetörténész, múzeumigazgató, szakíró. Sopron és környéke, valamint Kismarton műemlékeivel, zenei és kulturális életével foglalkozott, számos könyve, tanulmánya jelent meg e tárgykörökből.

## Életpályája
A Soproni Evangélikus Líceumban érettségizett 1914-ben. Ezt követően beiratkozott a Pázmány Péter Tudományegyetem bölcsészettudományi karára, de tanulmányait csak nagy késéssel tudta befejezni. Tüdőbajával több évig szanatóriumokban kezelték. Ezt az időt önképzésre használta fel. Tanulmányai végeztével doktori címet szerzett, majd visszatért Sopronba, ahol csaknem 20 éven át tanításból, újságírásból, alkalmi megbízásokból tartotta fenn magát.
1925-től kezdve egyre többet dolgozott a kismartoni Wolf-múzeumnak. 1928-ban összeállította a Magyar Művészet folyóirat soproni különszámát. Átköltözött Kismartonba. Folyamatosan átvette nemcsak az egész gyűjtemény, hanem a könyvtár kezelését is. Csakhamar megbízást kapott Dagobert Frey bécsi egyetemi tanárral együtt az osztrák műemléki topográfia 24. kötetének megírására, amely Kismartont és környékét ölelte fel. 1932-ben Kismartonban Haydn-kiállítást rendezett, és hozzá katalógust készített. 1936-ban ugyanott rendezte a Liszt-kiállítást is. A nácizmus előretörése miatt elvesztette állását, visszaköltözött Sopronba. Művészettörténeti cikkeket, tanulmányokat írt. Megírta a soproni Zeneegyesület, a Képzőművészeti Kör és a Városszépítő Egyesület történetét. 1932-ben jelent meg a Sopron és környéke műemlékei című kötete, 1936-ban a Régi soproni házak, régi soproni családok, 1938-ban az Idegenek a régi Sopronról című művei. A német megszállás alatt menekülnie kellett Ausztriából, Sopronban azonban kiálltak mellette. 1944-ben a város világi és egyházi értelmisége beadvánnyal fordult a belügyminiszterhez, Csatkai mentesítését kérve a zsidótörvények alól. Az akció sikertelen volt, így 1944-ben munkaszolgálatra hívták be, amely majdnem az életébe került. A háború végét betegen, megsiketülve érte meg.
1945-ben, felépülése után megbízták a romos városi múzeum újjászervezésével. Csatkai lelkesen látott munkához, az intézmény 1947. július 28-án – a vidéki múzeumok közül elsőként – megnyitotta kapuit. 1951-től az MTA Művészettörténeti Főbizottságának tagja lett, 1952-ben kandidátusi fokozatot szerzett. 1954-ben a Sopron és környéke műemléki topográfiája című kötetéért Kossuth-díjjal tüntették ki.
1955-ben az újra indult Soproni Szemle főszerkesztője lett, ezt a tisztet haláláig betöltötte. 1963-ban vonult nyugdíjba, 1970. március 12-én hunyt el. Munkássága főként a XVIII-XIX. század művészettörténetét ölelte fel. Tucatnyi könyve, közel 200 tanulmánya, ezres nagyságrendet meghaladó hírlapi cikke jelent meg.

## Művei (válogatás)
- Szépítő törekvések Sopron múltjában (Sopron, 1921)
- A soproni muzsika története (Sopron, 1925)
- A Soproni Zeneegyesület százéves történetének vázlata (Sopron, 1929)
- Soproni ötvösök a XV.-XIX. században (Sopron, 1931)
- Die Haydnreliquien der Wolfsammlung (Eisenstadt, 1932)
- Steinacker Károly soproni biedermeyerkori festő (Sopron, 1941)
- A soproni szappanosok és gyertyamártók története : a 150 éves "Első Soproni Szappan- és Gyertyagyár Kremser Károly" cég emlékfüzete (Sopron, 1941)
- A soproni harangöntés és tűzoltószerek gyártásának története : a "Seltenhofer Frigyes Fiai Magyar Királyi Udvari Szállítók Gyárvállalat" alapításának 125. évfordulójára (Sopron, 1942)
- Petőfi Sopronban (Sopron, 1948)
- Rövid vezető a Soproni Liszt Ferenc Múzeumban / szerk. László Gyula ; közrem. Csatkai Endre (Budapest, 1958)
- A soproni képzőművészet története : 1848-1948. (Sopron, 1962)
- Sopron (Budapest : Képzőművészeti Alap, 1954. Magyar műemlékek sorozat, bővített kiadásai többek közt 1956, 1971, 1976)

## Emlékezete
Hagyatékának nagy része, könyvtára és éveken át gyűjtött cédulaanyaga a műgyűjtés történetéhez, a soproni Liszt Ferenc Múzeumba került.  Tudásával, kitűnő nevelői vénájával valóságos iskolát teremtett maga körül. 1987-ben a városban utcát neveztek el róla, darufalvi szülőházát és soproni lakóházát márványtábla díszíti. Sopron város Csatkai-díjat alapított a kiemelkedő eredményt elérő, fiatal helytörténészek számára.